# زربا
زربا (به ایتالیایی: Zerba) یک منطقهٔ مسکونی در ایتالیا است که در استان پیاچنزا واقع شده‌است.

## خصوصیات
زربا ۲۵٫۰ کیلومترمربع مساحت و ۱۲۳ نفر جمعیت دارد.